# Баяндаївський район

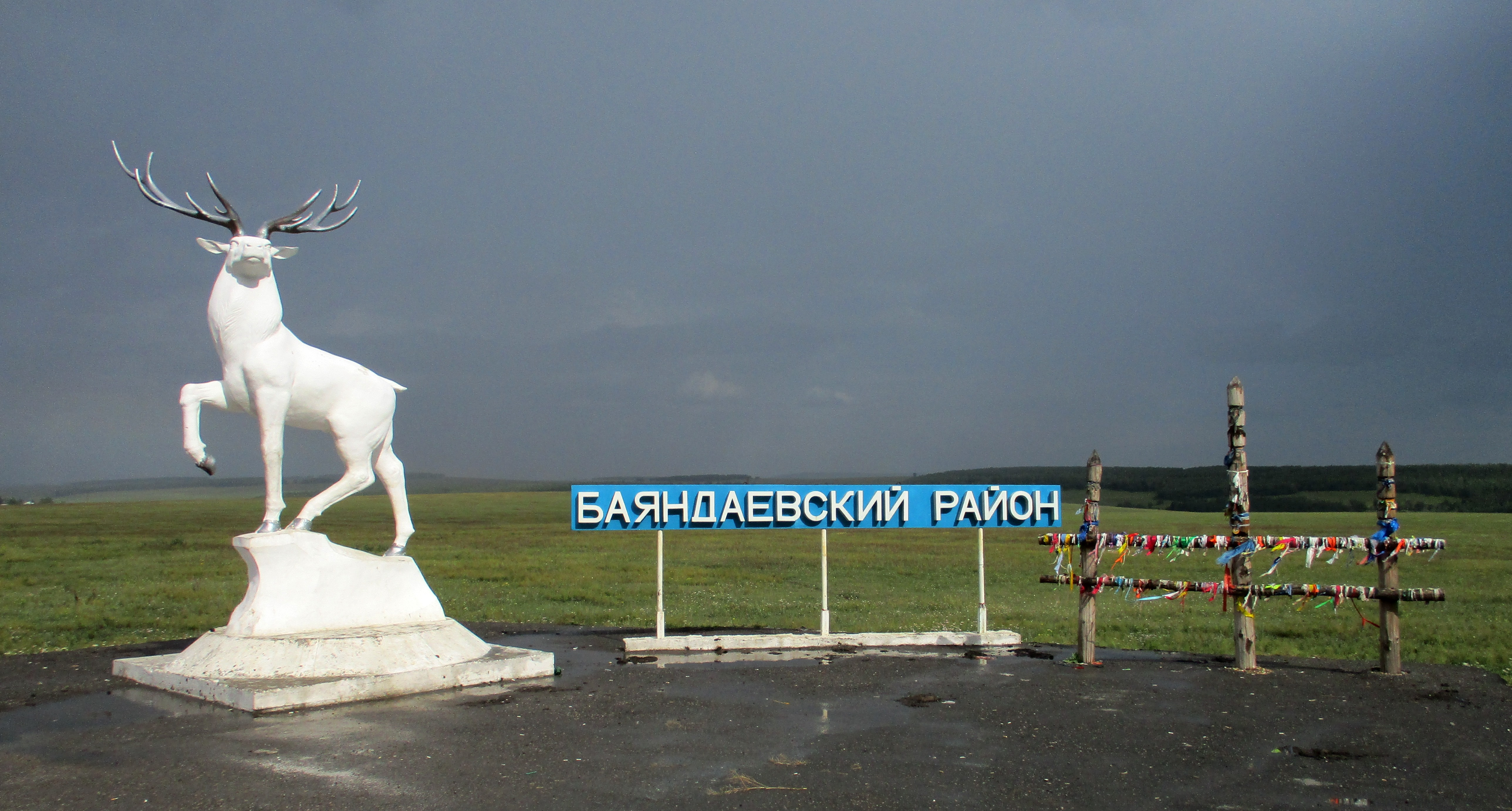
В'їзний знак

Баяндаївський район (рос. Баяндаевский район, бур. Баяндайн аймаг) — адміністративно-територіальна одиниця (муніципальний район) Іркутської області Сибірського федерального округу Росії. Входить до складу Усть-Ординського Бурятського округу.
Адміністративний центр — село Баяндай.

## Географія
Район розташований в межах Лено-Ангарського плато (понад 1000 м) Середньосибірського плоскогір'я в Іркутськ-Балаганського лісостепу.
Межує з Качугським, Ехірит-Булагатським і Ольхонським районами області.
Клімат різко континентальний: зима тривала, малосніжна, температура повітря досягає -40…-50°C, літо коротке, спекотне — до + 35…+ 40°C. Промерзання ґрунтів до 3 м. Сейсмічність — 8 балів.
Основні річки: Тамара, Мурин, Ішин-гол, Унгура, Ходанца.
В районі знаходиться велике термокарстове озеро з лікувальними грязями Нуху-Нур, а також група більш дрібних озер.

## Історія
Баяндаївський район утворений у квітні 1941 року з частин території Ехірит-Булагатського і Іркутського районів.

## Економіка
У загальній структурі виробництва сільське господарство займає 60 %, промисловість — 15,9 %. На території району сільськогосподарським виробництвом займаються 7 сільгоспорганізацій, 160 СФГ, 4153 ЛПГ.